# (29829) Engels
(29829) Engels  es un asteroide perteneciente al cinturón de asteroides, descubierto el 14 de marzo de 1999 por Matteo Santangelo desde el Observatorio de Monte Agliale, en Italia.

## Designación y nombre
Engels se designó al principio como 1999 EK3.
Más adelante fue nombrado en honor al filósofo y revolucionario alemán Friedrich Engels (1820-1895).

## Características orbitales
Engels orbita a una distancia media del Sol de 2,5756 ua, pudiendo acercarse hasta 2,0813 ua y alejarse hasta 3,0699 ua. Tiene una excentricidad de 0,1919 y una inclinación orbital de 12,4151° grados. Emplea en completar una órbita alrededor del Sol 1509 días.

## Características físicas
Su magnitud absoluta es 13,5. Tiene 6,345 km de diámetro. Su albedo se estima en 0,191.